# 선괭이밥
선괭이밥(학명: Oxalis stricta)은 괭이밥목 괭이밥과 괭이밥속에 속하는 여러해살이풀의 일종이다. 북아메리카·동아시아가 원산이며 유럽 등지에도 유입되어 있다. 숲과 초원 등 초본식물이 잘 자랄 수 있는 환경이라면 어디서든 번성하며, 일반적으로는 여러해살이풀이지만 어떨 때는 한해살이풀의 생태도 보인다.
높이 30~40cm로 자라며 솜털이 나 있고 토끼풀과 비슷한 3출 겹잎을 지닌다. 노란 꽃이 4월에서 10월 사이에 개화한다.